# Mulciber maculosus
Mulciber maculosus là một loài bọ cánh cứng trong họ Cerambycidae.